# 五十嵐圭
五十嵐 圭（いがらし けい、1980年5月7日 - ）は、日本の男子プロバスケットボール選手。ニックネームは「ケイ」。新潟県上越市出身。2013年10月1日付で芸能事務所セント・フォースのアスリート部門「ゾーン」と契約。血液型はA型。

## 来歴
真行寺幼稚園、上越市立春日新田小学校、上越市立直江津東中学校、北陸高等学校、中央大学文学部卒業。
中央大学在籍時、インターカレッジ(全日本大学バスケットボール選手権大会)で1年生の時に3位、3年生の時に準優勝を経験。2003年、日立サンロッカーズに入団。背番号は7。日本代表にも選出される。2006年にはバスケットボール世界選手権に出場した。
2009年、トヨタ自動車アルバルクに移籍。背番号は1。
2010年オフ、1シーズン限りでトヨタを退団、三菱電機ダイヤモンドドルフィンズに移籍した。背番号は7に戻った。
2016年オフ、三菱を退団。地元の新潟アルビレックスBBに移籍。
個人DVDや写真集も発売されており、NBLやB.LEAGUEオールスターに選出されている人気選手である一方、チームタイトルとは無縁であったが、2018-19シーズン中地区優勝というタイトルを手にした。
2021年オフ、新潟を退団し、翌シーズンよりB1に参戦する群馬クレインサンダーズに移籍する。2024年6月30日、群馬を退団すると発表された。
2024年7月1日、新潟アルビレックスBBと2024-25シーズンの選手契約（新規）が合意に至ったことを発表した。

## エピソード
- 2013年7月16日、婚姻届を提出。妻はフリーアナウンサーの本田朋子[8]。
- 2018年10月31日、第一子の男児が誕生[9]。
- 2019年1月23日、Bリーグスリーポイント合計300本を達成[10]。
- 2019年11月3日、地元上越でBリーグ通算2000得点[リンク切れ]

## 出身校・所属クラブ
- 真行寺幼稚園（1984 - 1986）
- 上越市立春日新田小学校（1987 - 1992）
- 上越市立直江津東中学校（1993 - 1995）
- 北陸高等学校（1996 - 1998）
- 中央大学（1999年 - 2002年）
- 日立（2003年 - 2009年）
- トヨタ自動車（2009年 - 2010年）
- 三菱電機（2010年 - 2016年）
- 新潟アルビレックスBB（2016年 - 2021年）
- 群馬クレインサンダーズ（2021年 -2024 ）
- 新潟アルビレックスBB（2024年-）

## 日本代表歴
- [11]
- 2003年 第22回ユニバーシアード
- 2003年 FIBAアジア選手権
- 2005年 FIBAアジア選手権
- 2006年 FIBA世界選手権
- 2007年 FIBAアジア選手権
- 2009年 FIBAアジア選手権

## 記録
| シーズン     | チーム         | GP | GS | MPG  | FG%  | 3P%  | FT%  | RPG | APG | SPG | BPG | TO  | PPG  |
| ------------ | -------------- | -- | -- | ---- | ---- | ---- | ---- | --- | --- | --- | --- | --- | ---- |
| NBL 2013-14  | 三菱電機名古屋 |    |    |      |      |      |      |     |     |     |     |     |      |
| NBL 2014-15  | 三菱電機名古屋 | 51 |    | 23.3 | .422 | .370 | .793 | 2.1 | 3.2 | 1.4 | 0.1 | 1.6 | 8.4  |
| NBL 2015-16  | 三菱電機名古屋 | 54 |    | 27.5 | .412 | .347 | .844 | 3.1 | 2.8 | 1.3 | 0.1 | 1.6 | 11.3 |
| B1 2016-2017 | 新潟           | 58 | 58 | 31.7 | 39.5 | 35.6 | .777 | 3.3 | 3.7 | 1.1 | 0.1 | 1.9 | 10.5 |
| B1 2017-2018 | 新潟           |    |    |      |      |      |      |     |     |     |     |     |      |
| B1 2018-2019 | 新潟           |    |    |      |      |      |      |     |     |     |     |     |      |
| B1 2019-2020 | 新潟           |    |    |      |      |      |      |     |     |     |     |     |      |
| B1 2020-2021 | 新潟           |    |    |      |      |      |      |     |     |     |     |     |      |
| B1 2021-2022 | 群馬           | 46 | 37 | 17.5 | 34.8 | 30.9 | .852 | 1.0 | 2.7 | 0.5 | 0.1 | 1.4 | 5.0  |
| B1 2022-2023 | 群馬           |    |    |      |      |      |      |     |     |     |     |     |      |

## ギャラリー

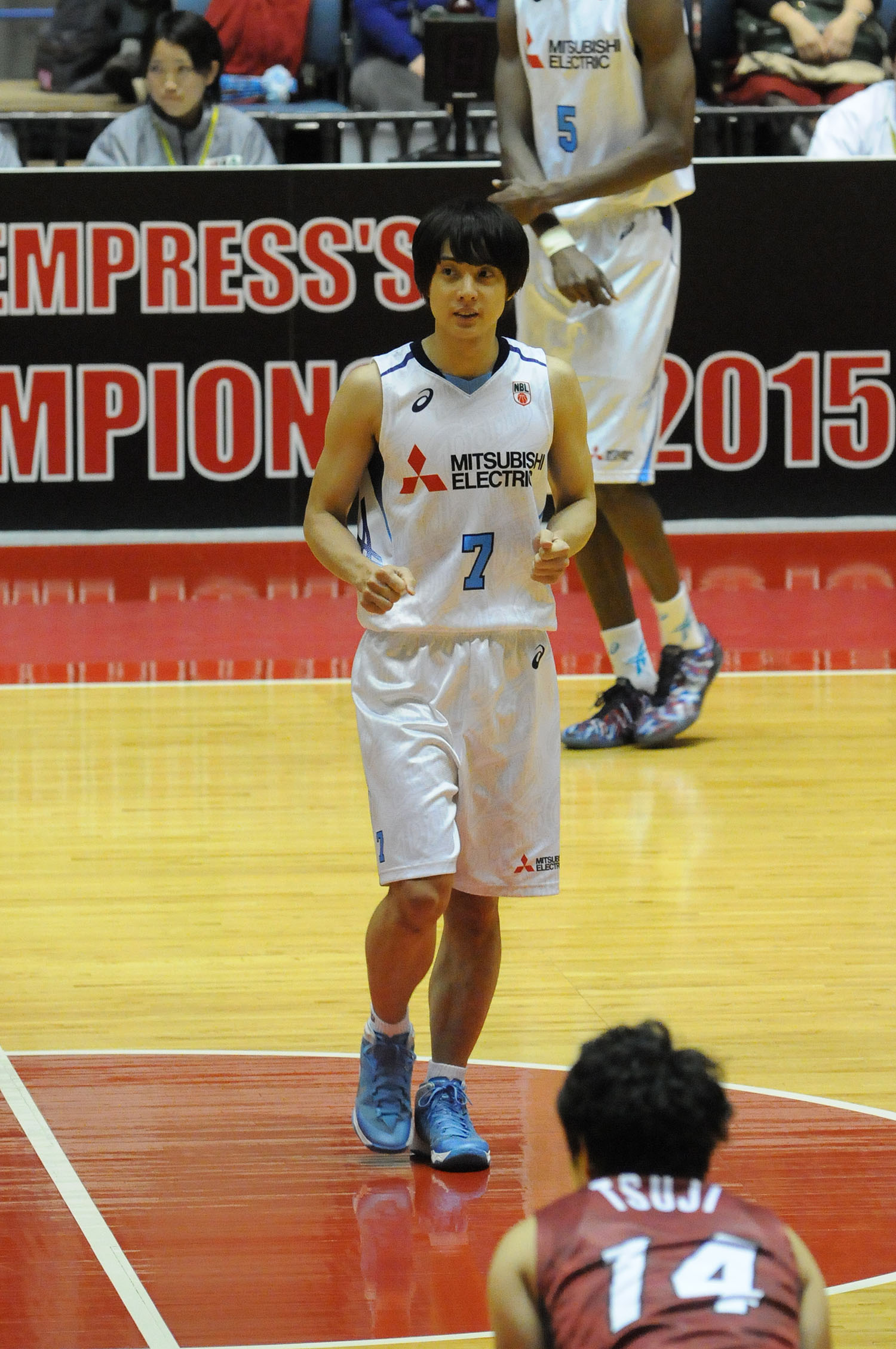
三菱電機時代